# Canal de Moscú
El canal de Moscú (del ruso: Канал имени Москвы) o canal Moscú-Volga hasta 1947) es un canal en Rusia, que une los ríos Volga y Moscova. Transcurre en su longitud de 128 km por los territorios de Tver y Moscú, así como el de la ciudad federal de Moscú. Provee de 0.9 billones de metros cúbicos de agua a Moscú anualmente. Con su construcción Moscú quedaba unida fluvialmente a cinco mares: el Blanco, el Báltico, el de Azov, el Caspio y el Negro. Por este motivo se le llama a Moscú el "puerto de los cinco mares" (en ruso: порт пяти морей, port piatí moréi).

## Historia
Ya Pedro el Grande había proyectado la idea de unir el Volga y el Moscova mediante un canal, aunque sólo se concretó esta idea entre los años 1825 y 1844. El 15 de junio de 1931, el Comité Central del Partido Comunista decidió construir un canal que serviría ante todo para el suministro de agua de Moscú, a la vez que se canalizaría el Moscova. La construcción del canal Moscú-Volga fue uno de los mayores planes del plan quinquenal de 1932-1937, y para llevarla a cabo se edificó el complejo de campos Dmítlag (primero Dmítrovlag) con la ciudad de Dmítrov en el centro. Este complejo fue entre 1932 y 1938 el mayor del sistema del GULAG, dirigido por Matvéi Berman. En el tiempo de mayor actividad constaban en Dmitlag 192.034 prisioneros en régimen de trabajos forzados.
El canal fue abierto el 15 de julio de 1937 como canal Moscú-Volga (del ruso: Канал Москва — Волга). Con motivo del fin de los trabajos se liberó a 50.000 prisioneros. Desde 1947 se lo llama canal de Moscú.

## Curso
El canal comienza en el embalse de Ivánkovo, cerca de la ciudad de Dubná, donde se encuentra la esclusa y la central hidroeléctrica. La desembocadura en el Moscova está en el barrio de Túshino de Moscú. En sus primeros 74 km el canal atraviesa el norte de la cordillera Klin-Dmítrov, superando con 6 esclusas el desnivel de 38 m de altura. Atraviesa una serie de embalses que ocupan en total 19.5 km. La parte navegable del canal acaba en el puerto del Norte de Moscú, después del puerto discurre por el curso del Moscova durante 3 km (en las que se encuentran dos esclusas más), pasando por un puente de agua sobre la Avenida de Volokolamsk.
El canal esta seriamente deteriorado, renovarlo, según los estudios realizados, costaría de 1.5 a 3 mil millones de rublos.

## Galería

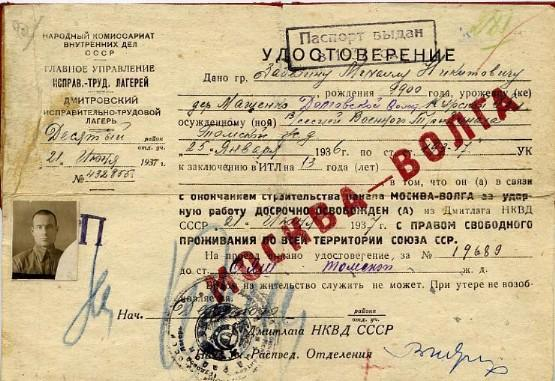
Documento que permitía residir en cualquier lugar de la URSS a un prisionero liberado del Dmítlag por su buen desempeño en las obras del canal.
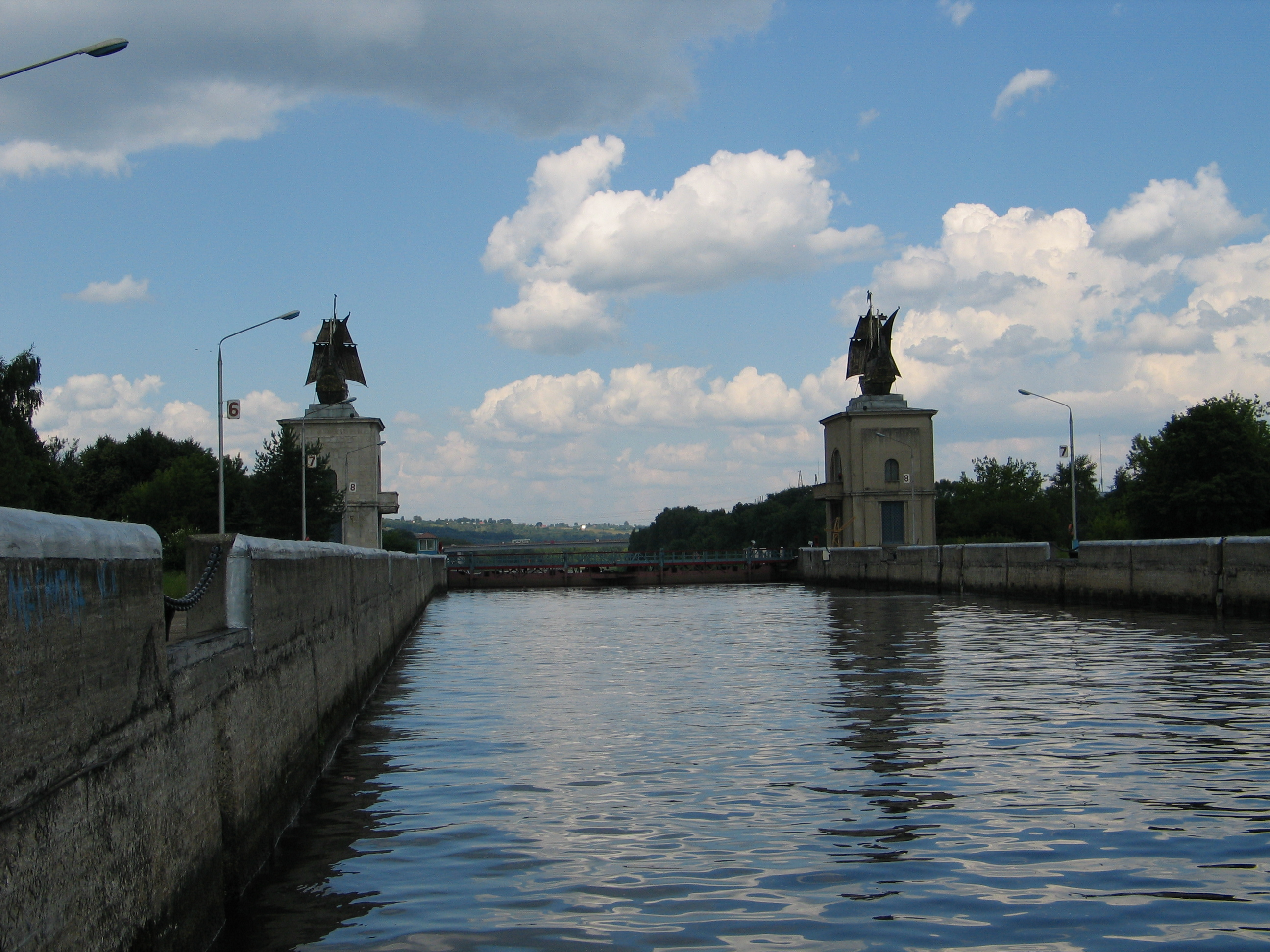
Esclusa nº3 del canal.
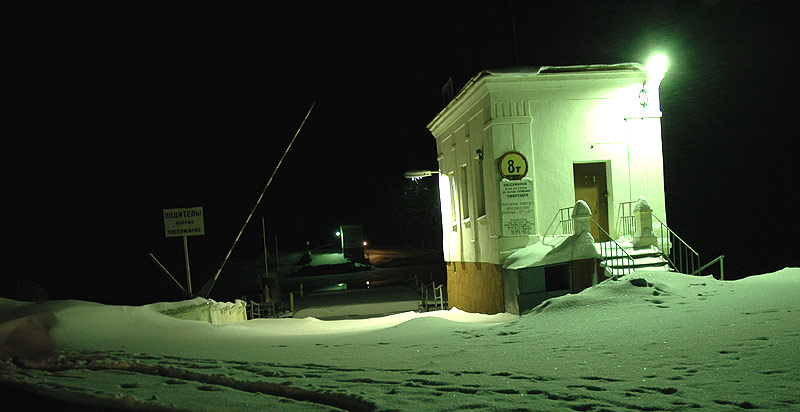
Paso del transbordador en la esclusa nº3 en invierno.
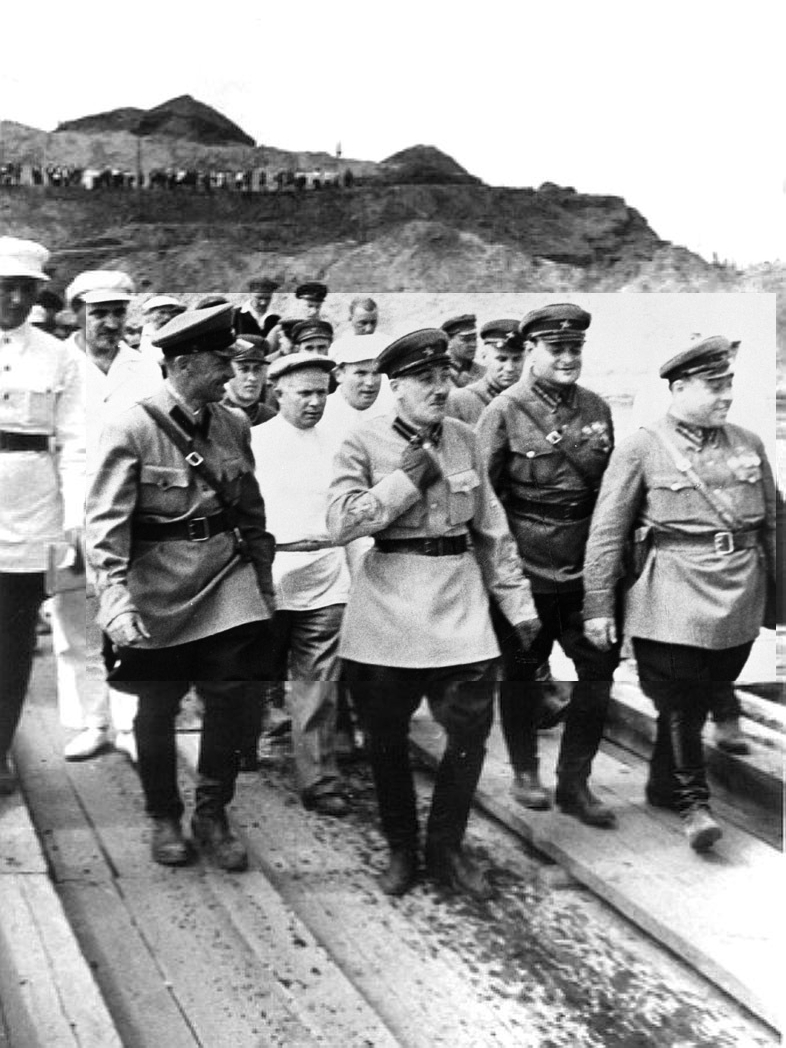
Génrij Yagoda visitando la construcción del canal.
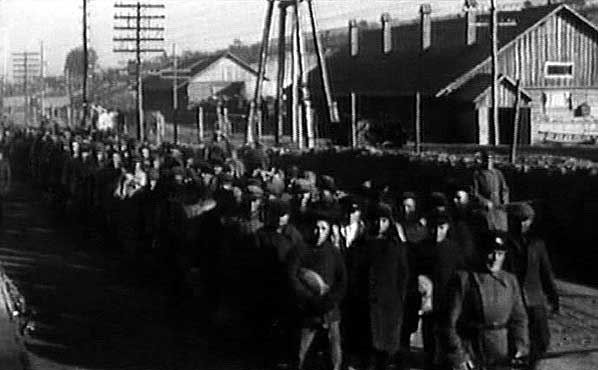
Prisioneros constructores del canal.